# Anopheles lungae
Anopheles lungae is een muggensoort uit de familie van de steekmuggen (Culicidae). De wetenschappelijke naam van de soort werd voor het eerst geldig gepubliceerd in 1944 door Belkin & Schlosser.